# 3991 Basilevsky
3991 Basilevsky è un asteroide della fascia principale. Scoperto nel 1987, presenta un'orbita caratterizzata da un semiasse maggiore pari a 2,2500589 au e da un'eccentricità di 0,1745348, inclinata di 3,87260° rispetto all'eclittica.
L'asteroide è dedicato al geologo sovietico Alexandr T. Basilevsky.